# CPAP

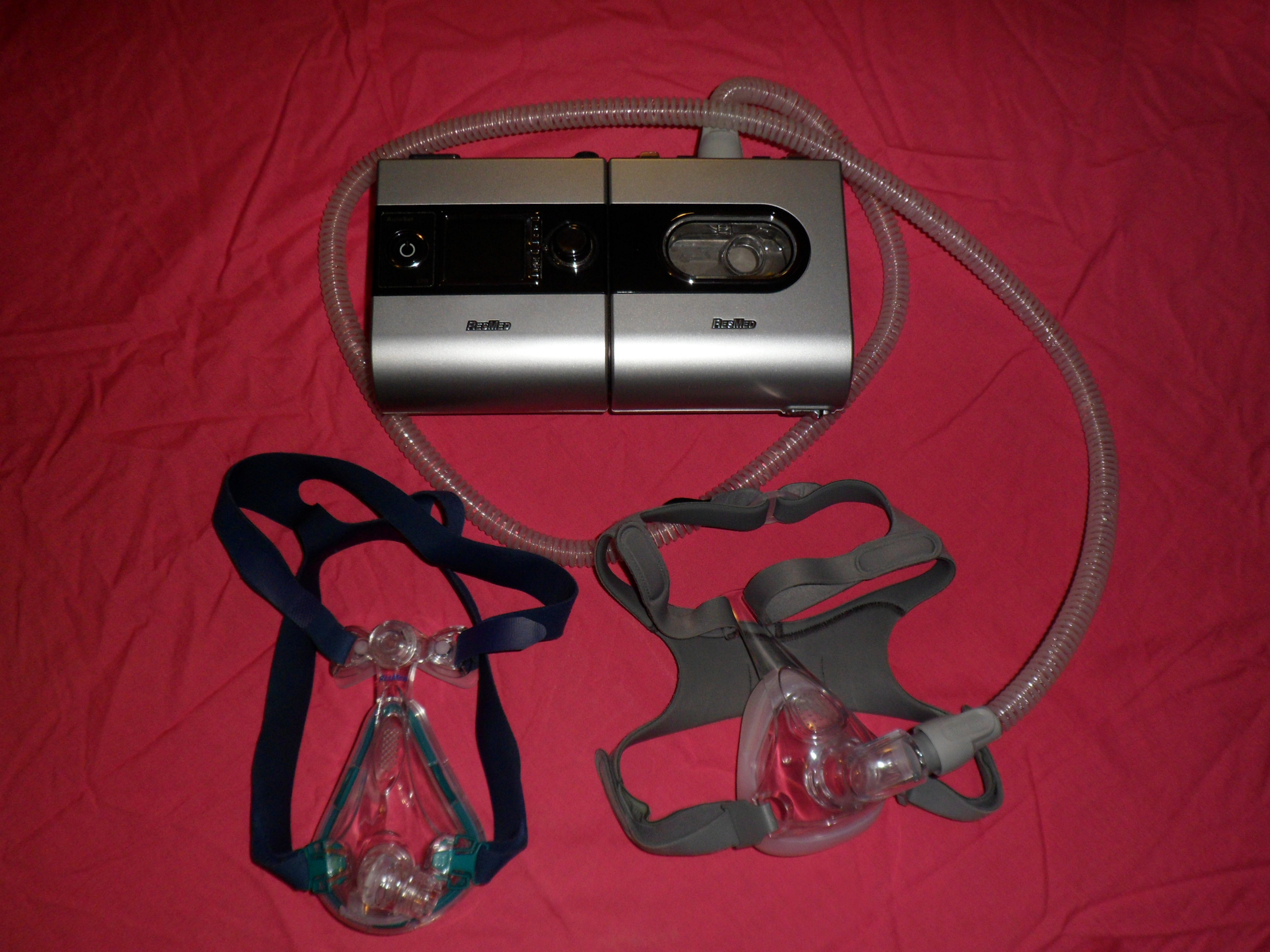
Pompa powietrzna do stosowania podczas snu, wraz z dwoma modelami pełnej maski twarzowej

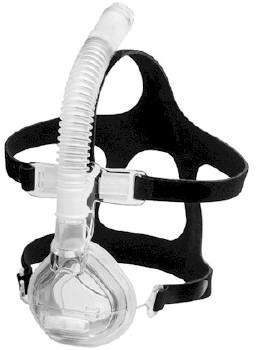
Maska nosowa CPAP

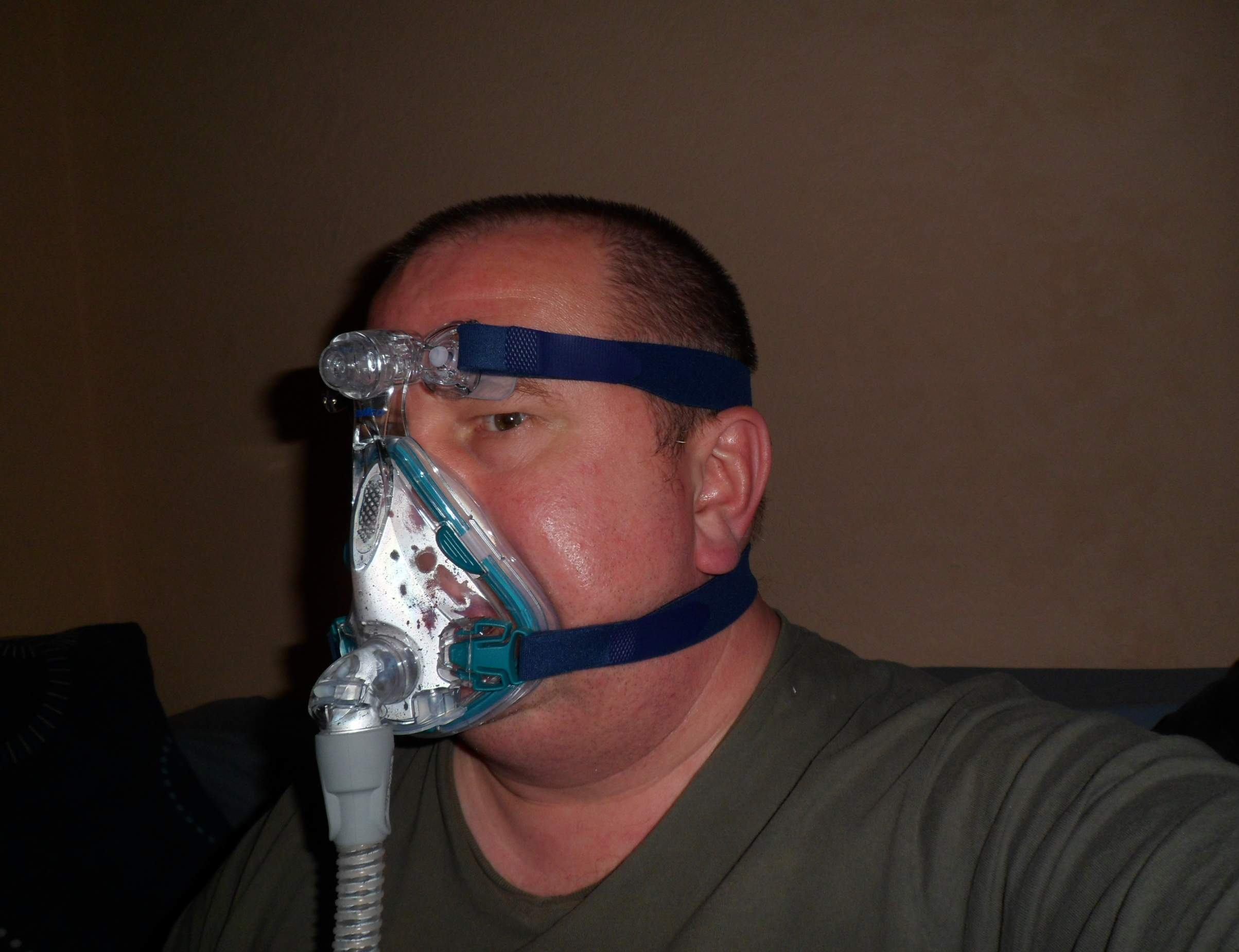
Pełna maska twarzowa CPAP

CPAP (ang. Continuous Positive Airway Pressure ‘stałe dodatnie ciśnienie w drogach oddechowych’) – metoda wspomagania oddychania stosowana głównie w leczeniu bezdechu sennego, a także w przypadku niewydolności oddechowej. Urządzeniem do wykonywania CPAP jest pompa powietrzna, podłączona do specjalnej maski na twarz, pokrywającej nos albo nos i usta razem.
Dzięki ciągłemu nadciśnieniu wytwarzanemu przez pompę CPAP podtrzymuje (utrzymuje) drogi oddechowe otwarte i dzięki temu przeciwdziała bezdechowi podczas snu.
Terapia CPAP jest najskuteczniejszą metodą leczenia obturacyjnego bezdechu sennego. Terapia CPAP obniża ciśnienie krwi, w większym stopniu ciśnienie rozkurczowe, natomiast nie wpływa na poziom glukozy i tłuszczów we krwi. Stwierdzono, że stosowanie terapii CPAP w chorobie Parkinsona połączonej z bezdechem sennym zmniejsza objawy niezwiązane z funkcjami motorycznymi, poprawia jakość snu i funkcji kognitywnych pacjentów. Stwierdzono korzystne skutki stosowania aparatu CPAP w przypadkach jaskry.
Pompa powietrzna zawiera jednostkę (urządzenie) sterujące-czujnik, który pozwala na utrzymanie stałego dodatniego ciśnienia mimo nieszczelności maski i przecieku powietrza.
Niektóre modele CPAP, tzw. autoCPAP dostosowują ciśnienie w zależności od nasilenia zaburzeń oddychania w czasie snu. Są one droższe, ale lepiej tolerowane przez chorych. U pacjentów, którzy wymagają wysokiego ciśnienia terapeutycznego stosuje się niekiedy aparaty, które wytwarzają mniejsze ciśnienie w czasie wydechu i większe podczas wdechu. W celu zapobiegania wysychania błon śluzowych jamy ustnej i nosa podczas nawiewu powietrza nowsze modele pomp CPAP są wyposażone w podgrzewane nawilżacze powietrza.
Stosując aparat CPAP należy codziennie myć maskę letnią wodą ze zwykłym mydłem w kostce. Nie wolno stosować mydeł w płynie, płynów do mycia naczyń i płynów zawierających substancje bakteriobójcze – uszkadzają one elementy miękkiego silikonu maski, przylegające do skóry. Raz w tygodniu należy przepłukiwać rurę łączącą maskę z pompą. Przynajmniej raz w tygodniu należy wyprać paski przytrzymujące maskę. Należy też pamiętać o okresowej wymianie lub czyszczeniu filtrów powietrza. Maskę należy wymienić, gdy po uszkodzeniu przestanie dokładnie przylegać do twarzy. Wtedy pompowane powietrze wydostaje się pomiędzy skórą twarzy a uszczelką. W Polsce Narodowy Fundusz Zdrowia częściowo refunduje zakup aparatu CPAP dla chorych na obturacyjny bezdech senny. W takich krajach jak np. Wielka Brytania, maska jest wypożyczana pacjentom publicznej służby zdrowia bezpłatnie i pozostaje własnością placówki medycznej, opiekującej się danym pacjentem.
Okresowo, co kilka miesięcy, pacjenci są wzywani do kontroli wraz z używaną pompą, w której jest zainstalowany cyfrowy system rejestracji parametrów pracy pompy. Pozwala to skontrolować np.: ile razy podczas snu pacjent miał zatrzymanie oddechu i jakie ciśnienia powietrza były podawane w takim momencie do maski z pompy; przez jaki okres snu maska była nieszczelna; jak długo maska była w ogóle w użyciu i ile godzin dziennie pacjent spał; ile razy maska była zdejmowana podczas snu na przerwy, np. wyjście do toalety.
Stwierdzono, że stosowanie aparatu CPAP związane jest ze znaczącym polepszeniem seksualnych aspektów jakości życia, w szczególności u kobiet.